# DREG STARZ
DREG STАRZ е българска рок група основана началото на 2016.

## История

### Сформиране
DREG STАRZ е едно логичното продължение на Alley Sin – българска рок банда набрала популярност между 2008 и 2013, изнася концерти в цялта страна и подгрявала концертите на Marky Ramone (от Ramones) и Slash (от Guns'n'Roses). Три години по-късно четиримата бивши членове на Alley Sin сформират Dark Rock'n'Roll бандата DREG STARZ.
Вокалът Nick D'Monicus разказва в интервюта към българските медии, че решението да се съберат отново да свирят, с част от старата група, е взето столичен бар на име „Амстердам“.

### Името и логото
Първоначално имало спорове и несъгласия относно това как да се казва групата. Един ден Ники гледал автомобилно предаване за Drag Racing, в което колите се движени толкова бързо, че направо летели. Станало му интересно и решил да провери в интернет за какво става дума, едно от първите неща, които излезли било модел пистов мотор на Yamaha – Drag Star. Харесало по благозвучие на всички, решили да изпишат множественото число Stars, само че със Z заради визуалната комбинация между S и Z. Впоследствие дошла и идеята за звездата и така се получило и логото.

## Състав
Nick D'Monicus
рождено име – Никола Стоянов
псевдоним – Nick D'Monicus
стил – Rock'n'roll
инструмент – Китара
глас – Основен вокал
влияния – Elvis, Johnny Cash, Misfits, Ramones, Motörhead, Motley Crue
Van Dal

рождено име – Иван Гемижев
псевдоним – Van Dal
стил – Rock'n'Roll
инструмент – китара
глас – беквокал
S.A. Decay

рождено име – Стефан Абаджиев
псевдоним – S.A. Decay
стил – Rock'n'Roll
инструмент – бас китара
глас – беквокал
Blagg O'Beast

рожденоиме – Благовест Петров
псевдоним – Blagg O'Beast
стил – Rock'n'Roll
инструмент – барабани

## Дискография

### 2016
- Children Of The Night
- Swinging Bottles
- Talking To The Dead